# Sinularia vervoorti
Sinularia vervoorti är en korallart som beskrevs av Verseveldt 1977. Sinularia vervoorti ingår i släktet Sinularia och familjen läderkoraller. Inga underarter finns listade i Catalogue of Life.